# 大果西畴崖爬藤
大果西畴崖爬藤（学名：Tetrastigma sichouense var. megalocarpum）是葡萄科崖爬藤属西畴崖爬藤的变种。分布在中国大陆的西藏、贵州、云南等地，生长于海拔600米至2,100米的地区，多生长于山谷林中、山坡岩石或灌丛，目前尚未由人工引种栽培。